# Werner P. Zibaso
Werner P. Zibaso (de son vrai nom Gustav Otto Werner Zippel, né le 5 août 1910 à Bad Homburg vor der Höhe, mort le 23 avril 1983 à Berg) est un scénariste allemand.

## Biographie
Zibaso s'essaie à la peinture, au graphisme, au journalisme et, en 1935, à la dramartugie. Il écrit son premier scénario en 1937. En quarante ans, il écrit dans tous les genres : la comédie, le Heimatfilm, l'aventure, le drame, le film musical, le film policier...
Ses œuvres les plus ambitieuses sont C'est arrivé le 20 juillet et Le Médecin de Stalingrad. Au moment de la révolution sexuelle, Zibaso écrit de nombreux scénarios de films érotiques.
Par ailleurs, Zibaso a écrit des romans.

## Filmographie
| - 1937 : Gordian, der Tyrann - 1938 : Liebelei und Liebe - 1939 : Die kluge Schwiegermutter - 1939 : Kennwort Machin - 1948 : Morgen ist alles besser - 1950 : Es begann um Mitternacht - 1951 : Wenn die Abendglocken läuten (de) - 1952 : Tausend rote Rosen blühn - 1952 : Von Liebe reden wir später - 1953 : Heute nacht passiert's - 1953 : Wenn am Sonntagabend die Dorfmusik spielt - 1954 : Morgengrauen - 1954 : Docteur pour femmes - 1955 : C'est arrivé le 20 juillet - 1955 : Suchkind 312 - 1956 : Wo die alten Wälder rauschen - 1956 : Waldwinter - 1956 : Die goldene Brücke - 1956 : Des roses pour Bettina - 1956 : Mariés pour rire - 1956 : Das alte Försterhaus (de) - 1956 : Schwarzwaldmelodie - 1957 : Siebenmal in der Woche (de) - 1957 : Le Médecin de Stalingrad - 1958 : La Fille aux yeux de chat - 1958 : Der Priester und das Mädchen - 1958 : Nick Knattertons Abenteuer (de) - 1958 : Der Haustyrann (de) - 1959 : Arzt ohne Gewissen - 1960 : Wir wollen niemals auseinandergehn - 1961 : Musik ist Trumpf - 1961 : Heute gehn wir bummeln - 1963 : Orden für die Wunderkinder (de) (TV) - 1963 : Zwei Whisky und ein Sofa (de) - 1963 : Les Pirates du Mississippi | - 1964 : Le Mystère de la jonque rouge - 1964 : Les Chercheurs d'or de l'Arkansas - 1965 : Mission à Hong Kong - 1965 : L'aventure vient de Manille - 1967 : Fast ein Held (de) - 1967 : La Dernière Compagnie (de) - 1967 : Sibérie, terre de violence - 1968 : Les Amours de Lady Hamilton - 1969 : L'Ingénue perverse - 1970 : Je couche avec mon assassin - 1971 : Rapport sur la vie sexuelle de la ménagère - 1971 : Rapport sur la vie sexuelle des épouses - 1971 : Commissaire X contre Tiger Gang (de) - 1971 : J'ai avorté, monsieur le Procureur - 1972 : Elles trouvent toujours le temps pour ça (de) - 1972 : Les Savoureuses - 1972 : Les Apprenties de l'amour (de) - 1972 : Jeunes Filles au couvent - 1972 : Salons de massage (de) - 1973 : Suce pas ton pouce ! (de) - 1973 : Château de Saint-Hubert - 1973 : C'est la queue du chat qui m'électrise - 1974 : Wer stirbt schon gerne unter Palmen - 1974 : Le Chasseur de Fall (de) - 1975 : Crime après l'école (de) - 1975 : Le Roi de l'edelweiss - 1975 : Y'en a plein les bottes (de) - 1975 : Frauenstation - 1976 : Anita Drögemöller und die Ruhe an der Ruhr (de) - 1976 : La Forêt de nos amours (de) - 1977 : Arrête ton char... bidasse ! - 1978 : L'Auberge des petites polissonnes (de) - 1979 : Excès érotiques (de)' - 1980 : Tendres Cousines |